# Kayacan Erdoğan
Kayacan Erdoğan (* 21. März 1988 in Eskişehir) ist ein türkischer Fußballtorhüter. Er ist momentan bei Ankara Keçiörengücü unter Vertrag.

## Karriere
Erdoğan spielte seit 2004 in der Jugend von Eskişehirspor. 2006 stand er erstmals im Kader der Profimannschaft, doch sein Debüt in der Süper Lig gab er erst am 29. Mai 2009 gegen Gaziantepspor. Im Februar 2015 wechselte er zum türkischen Zweitligisten Kayserispor und spielte hier eineinhalb Jahre lang. Im Sommer 2016 kehrte er wieder zu Eskişehirspor zurück. 2018 verließ er ihn wieder und wechselte innerhalb der TFF 1. Lig zu Giresunspor. Dort blieb er nur ein Jahr und ging dann weiter zum Erstligisten Erzurumspor FK.

## Erfolge
Mit Kayserispor
- Meister der TFF 1. Lig und Aufstieg in die Süper Lig: 2014/15